# Oostenrijk op de Olympische Winterspelen 1924
Tijdens de Olympische Winterspelen van 1924 die in Chamonix, Frankrijk werden gehouden nam Oostenrijk deel en was hiermee een van de zestien landen die aan deze eerste Olympische winterspelen deel nam.
Oostenrijk schreef achttien deelnemers voor de spelen in, vier kunstschaatsers en het ijshockeyteam; het ijshockeyteam kwam niet in actie op deze spelen. De Oostenrijkse delegatie eindigde op de derde plaats in het medailleklassement met twee gouden en één zilveren medaille.

## Medailleoverzicht
| Sport       | Olympiër                       | Discipline | Medaille |
| ----------- | ------------------------------ | ---------- | -------- |
| Kunstrijden | Herma Planck-Szabo             | vrouwen    | Goud     |
| Kunstrijden | Helene Engelmann Alfred Berger | paarrijden | Goud     |
| Kunstrijden | Willy Böckl                    | mannen     | R        |

## Deelnemers en resultaten

### Kunstrijden
| Olympiër                       | Discipline | Resultaat | Prestatie             |
| ------------------------------ | ---------- | --------- | --------------------- |
| Willy Böckl                    | mannen     | Zilver    | pc. 13; 359.82 punten |
| Herma Planck-Szabo             | vrouwen    | Goud      | pc. 7; 299.17 punten  |
| Alfred Berger Helene Engelmann | paarrijden | Goud      | pc. 9; 10.64 punten   |

De ingeschreven maar niet deelnemende ijshockeyers waren Herbert Brück, Walter Brück, Louis Goldschmied, F. Herzl, F. Hoffmann, Alexander Lebzelter, Ulrich Lederer, A.Popovic, R. Rauch, Alfred Revi, Peregrin Spevak, Hermann Weiss, L. Wildman, Kurt Wollinger
België · Canada · Finland · Frankrijk · Groot-Brittannië · Hongarije · Italië · Joegoslavië · Letland · Noorwegen · Oostenrijk · Polen · Tsjecho-Slowakije · Verenigde Staten · Zweden · Zwitserland